# Gourde de pèlerinage
La Gourde de pèlerinage par Paul Gauguin est une pièce en céramique appartenant à un ensemble réalisé au retour de son premier séjour à Pont-Aven, entre 1886 et 1888.

## Description
Cette gourde en grès partiellement émaillé mesure 18,3 cm de hauteur. Elle est composée de quatre éléments : la gourde et son anse, son couvercle, son anneau et sa courroie. Le décor figuratif est modelé. Cette pièce en céramique représente un couple, des éléments végétaux et une oie. Le garçon a une canne à la main et la fillette, elle, est assise sur le bord de la gourde. Ils se tiennent la main.

### Technique
Le façonnage des figures, des anses et des éléments décoratifs de la gourde s'est fait par ajout de colombins de terre au corps central de l’objet.

## Histoire

### Contexte de création et postérité de l'ensemble
Cet ensemble de céramiques réalisé pendant l’hiver 1887-1888 résulte d’un problème financier de l’artiste. Il applique donc le conseil de Bracquemond, son ami, qui lui suggère de diversifier ses propositions artistiques. Gauguin se rapproche donc tout naturellement d’un des céramistes les plus créatifs de son temps : Ernest Chapelet.
L’atelier du céramiste se trouvait au 153 rue Blomet, à Paris. C’est là qu’il effectuait ses recherches sur le grès entre 1882 et 1886.
Les créations de Gauguin sont incomprises par le public contemporain. Cet ensemble s’élèverait à une centaine de pièces selon les correspondances de l'artiste. Une centaines de pièces, notamment des vases, aurait été produite par Gauguin. Seulement une soixantaine d'entre elles sont aujourd’hui conservées. On y trouve des pots et des vases avec un aspect décoratif prenant la place du fonctionnel. Du fait de leur fragilité mais aussi du manque de considération de la production, nombre de pièces de cet ensemble exceptionnel ont été détruites.

### Inspirations et théories
Les poteries pré-colombiennes rapportées par la mère de Paul Gauguin du Pérou seraient une première source d’inspiration,. Ensuite, les céramiques japonaises présentées lors de l’Exposition Universelle de 1878. Cette inspiration japonaise se reflette dans le traitement des branches (ou des nuages) au dessus du petit personnage breton.
La forme phallique de la gourde a pu être accentuée par l’artiste en accord avec le sujet du couple. Les petits récipients en terre cuite ont souvent pris cette forme suivant la tradition populaire héritée de l’antiquité. Ce qui conduit à penser au "début d'une idylle amoureuse pour un couple de jeunes bergers adossés à ce qui ressemble à un gigantesque phallus"

### Acquisition
Cette œuvre a été acquise par Hippolyte Durand-Tahier en 1891. Les deux hommes avaient dû faire connaissance lors de l'exposition de quatre sculptures de Gauguin au salon de l’association de la Société Nationale des Beaux-Arts. Cette association était née en 1890 d’une séparation avec la traditionnelle Société des Artistes français. Durand-Tahier en est le secrétaire général depuis sa création. Ce dernier avait également été journaliste, écrivain, poète et côtoyait l’association des Bretons de Paris avec le peintre Maxime Maufra, un ancien camarade de lycée. Durand-Tahier et Gauguin ont donc pu se rencontrer également par l’intermédiaire de Maufra. Le premier acheteur de la gourde possédait également de nombreuses pièces de Chapelet, Cariès et Delaherche, ce qui témoigne de son goût pour la céramique novatrice. Durand-Tahier représentait le public-cible que Gauguin recherchait.
La pièce est restée en caisse et non-identifiée comme une œuvre de Gauguin jusqu’à la mort de la fille du collectionneur en 1982. La gourde reste longtemps inconnue des spécialistes de la sculpture de Gauguin. Elle ne figure pas dans le catalogue raisonné des céramiques de l’artiste rédigé par Gray et Bodelsen 1963 et 1964.
À la mort du collectionneur, un des héritiers contacte le Musée d’Orsay pour lui signaler l’objet. Pour des raisons budgétaires le musée refuse la proposition d’achat.
L'ancien propriétaire demande alors que l’œuvre soit proposée au musée des Beaux-Arts de Quimper pour qu'elle reste en Bretagne. Le musée l’achète en 2004.

### Œuvres en rapport
La petite fille d’Hyppolyte Durand-Tahier a également fait don en 2003 d’un ensemble de céramiques de Delaherche au Musée d’Orsay.
Le musée des Beaux-Arts de Quimper possède aussi l’Oie et la Femme aux figues de Gauguin. L’Oie est une peinture provenant du décor de la salle à manger de la buvette de Marie Henry au Pouldu. Un lieu emblématique où les artistes de l'école de Pont-Aven séjournent à partir de 1889. Cet animal est un motif récurrent pour Gauguin. « Le musée complète ainsi sa collection d’oeuvres consacré à l'École de Pont-Aven, comprenant des œuvres majeures d'Émile Bernard, Paul Sérusier, Henry Moret, Maxime Maufra ou Charles Filliger. » d’après André Cariou, ancien conservateur du musée des Beaux-Arts de Quimper.
On le retrouve également sur le double-pot avec des motifs bretons réalisé par Gauguin dans l'hiver 1886-1887. Toujours au cours de cette même période, l'artiste créé le vase avec médaillon dont l'iconographie renvoie directement à la Bretagne. Un crabe géant en relief et deux oies entrelacées sont gravées. Une bretonne stylisée, comparable à celle de la gourde de pèlerinage, apparait plus bas.

## Analyse
Le décor de la gourde représente deux enfants bretons en habits traditionnels. La fillette porte une coiffe noire de la région du Pouldu. Elle est assise et retenue par la main de son compagnon, comme si elle allait glisser du talus dans une rivière. Sur les deux surfaces planes de la gourde se trouvent des oies.
De jeunes gens gardant des oies est une scène souvent dessinée et peinte par l'artiste. Le motif de l'oie revient dans les carnets de Gauguin et dans ces œuvres. Il s'intéresse aux livres pour enfants comme ceux de l'illustrateur Randolph Caldecott. Gauguin s'inscrit ici dans une démarche globale entamée au milieu du XIXe siècle.
La forme de la gourde (à double renflement), le fond brun mat du grès rappelant le cuir, rendent hommage aux gourdes des pèlerins de Saint-Jacques-de-Compostelle.

## Galerie Photos
Les photos de l'œuvre ont été prises lors de son dépôt au Musée de Pont-Aven pendant la durée des travaux du Musée des Beaux Arts de Quimper entre 2024 et 2025.

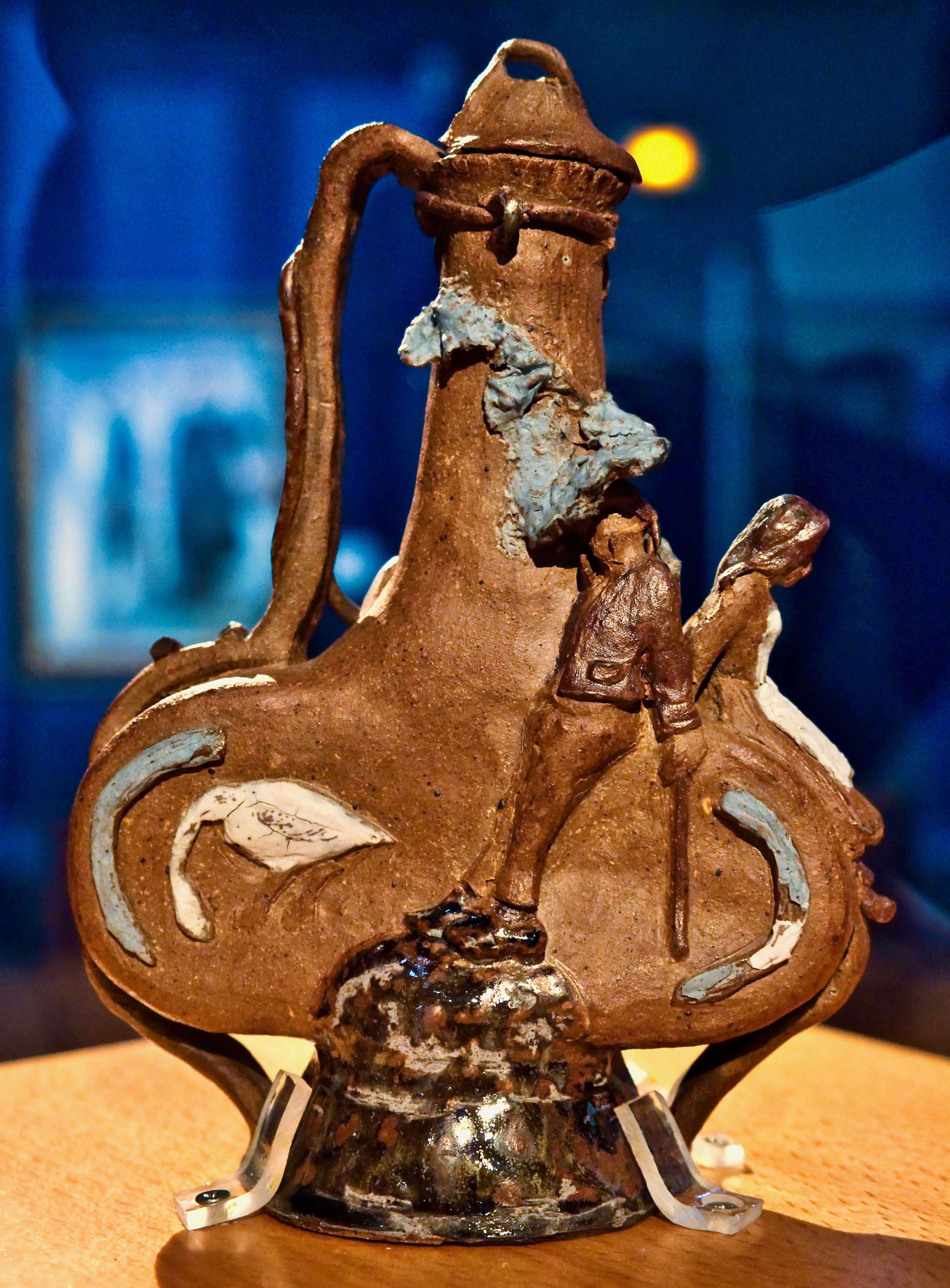
Première face montrant les deux personnages et une des deux oies.
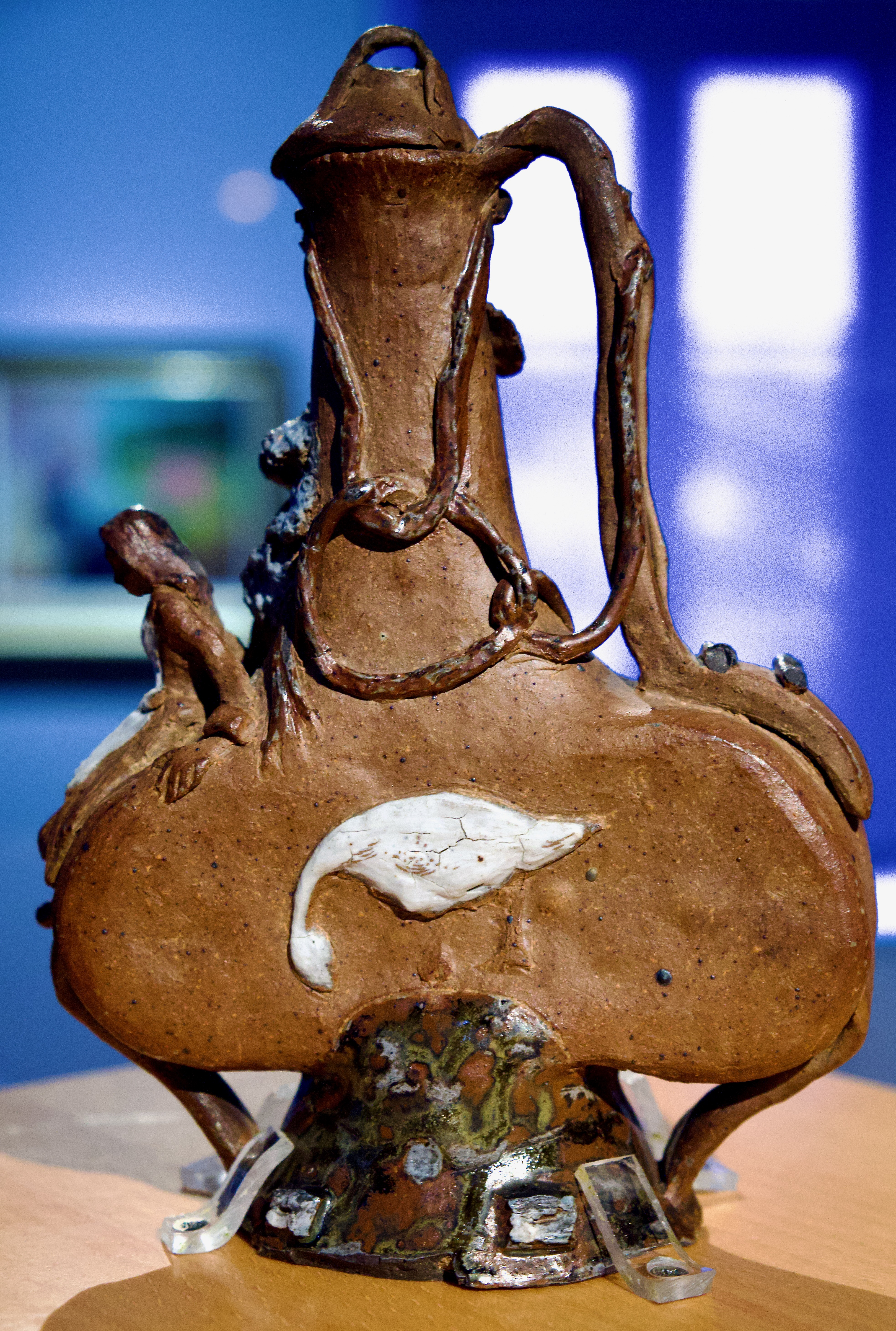
Seconde face montrant seulement la bretonne sur le bord droit et l'oie au centre.
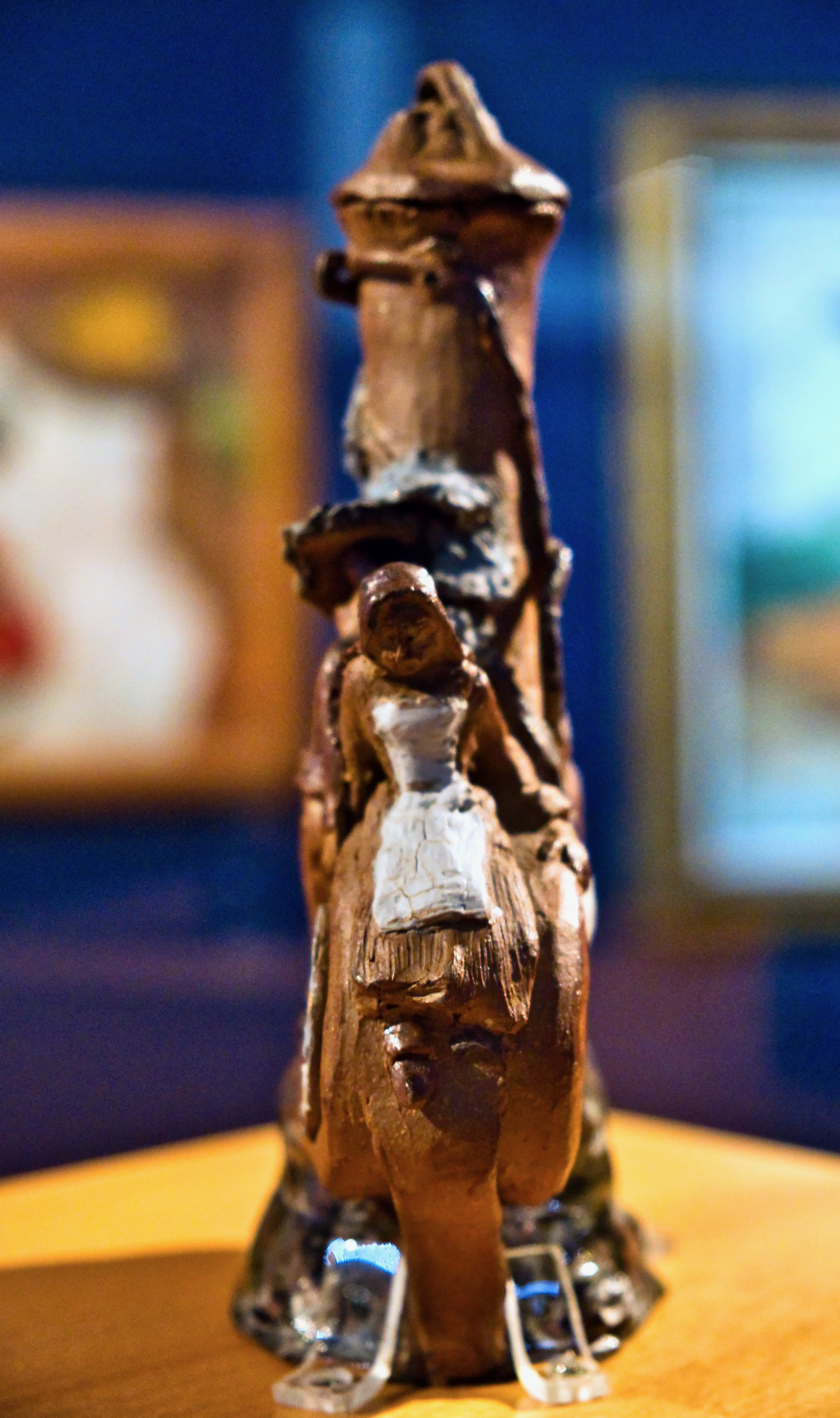
Bord où se trouve la bretonne, de face.

## Exposition
La gourde aux petits bretons a été très peu exposée du fait de son histoire. Néanmoins, voici quelques expositions temporaires qui l’ont mise en valeur : 
- Du 9 octobre 2017 au 21 janvier 2018 : « Gauguin : Artist as Alchemist », Paris, Grand Palais
- Du 25 mai au 10 septembre 2017 : « Gauguin : Artist as Alchemist », USA, Chicago, The Art Institute
- Du 6 novembre 2015 au 2 mai 2016 : « Journal des collections, retour sur une décennie d'acquisitions et de restaurations au musée », Quimper, musée des beaux-arts
- Du 17 avril au 20 décembre 2015 : « Gauguin et l'école de Pont Aven »
  - Fukui Fine Arts museum, 17 avril -31 mai
  - Iwate museum of art, 6 juin - 12 juillet
  - Kagoshima City museum of Art, 21 juillet - 30 août
  - Okuda Genso Sayume Art museum, 5 septembre - 21 octobre
  - Panasonic Shiodome museum, 29 octobre - 20 décembre

- Du 6 décembre 2012 au 10 mars 2013 : « Paul Gauguin, le rêve de Panama », Panama
- Du 27 novembre 2010 au 2 mars 2011 : Paul Gauguin, elsewhere Taïwan, Taipei, Fine Art Museum
- Du 22 mars au 27 juin 2006 : « Terres de feu, 40 céramistes contemporains », Brest, musée des beaux-arts

## Voir Aussi

#### Ressources institutionnelles
- « Gourde de pélerinage », sur collections.mbaq.fr (consulté le 6 février 2025)
- Musée des beaux-arts de la ville de Quimper, « Paul Gauguin L'Oie », sur Musée des beaux-arts de la ville de Quimper : Site Internet (consulté le 4 mars 2025)
- Dossier d'œuvre de la gourde de pèlerinage de Gauguin au Musée des Beaux-Arts de Quimper.

#### Ouvrages généraux
- June Ellen Hargrove, Gauguin, Citadelles & Mazenod, coll. « Les phares », 2017 (ISBN 978-2-85088-718-5)
- Françoise Cachin et Paul Gauguin, Gauguin, Flammarion, 2003 (ISBN 978-2-08-011295-8)

#### Articles
- Didier Rykner, « Une céramique de Gauguin pour le Musée des Beaux-Arts de Quimper », La Tribune de l'art,‎ 15 avril 2004 (lire en ligne )
- Haruko Hirota, « La sculpture en céramique de Gauguin : sources et significations », Histoire de l'art, vol. 15, no 1,‎ 1991, p. 43–60 (DOI 10.3406/hista.1991.2469, lire en ligne, consulté le 30 janvier 2025)

#### Catalogues d'exposition
- Chaoying Wu, Lee Ming-ming, André Cariou et Kuang-yi Chen, Elsewhere : Paul Gauguin, Taipei, Wu Kwang-tyng, 210, 900 p. (ISBN 978-986-02-5496-9)